# 2023年の科学
2023年の科学（2023ねんのかがく）では、2023年（令和5年）の科学分野に関する出来事について記述する。

## できごと

### 1月
- 1月4日 - 過去60年間で発表された論文や特許を分析した結果、科学技術の知識の増大が大きな進歩には繋がっておらず、いくつかの分野では進歩がむしろ減速している兆候を見出したと報告された[1]。
- 1月5日 - 従来、脳には3層の髄膜が存在することが知られていたが、第4の「SLYM」と呼ばれる新たな膜構造が発見されたと『サイエンス』誌に発表された[2]。
- 1月10日
  - およそ100光年先にある恒星TOI 700を公転する太陽系外惑星TOI-700 eが、NASAのTESSのデータから新たに発見されたと報告された[3][4]。
  - 佐賀大学などの研究で、アトピー性皮膚炎のかゆみを抑える化合物を発見したと報告された[5]。
- 1月11日
  - ジェイムズ・ウェッブ宇宙望遠鏡による独立した観測で初めて、新たな太陽系外惑星の存在が確認された。この惑星はLHS 475 bで、この日行われたアメリカ天文学会の記者会見で発表された[6]。
  - ニューヨーク州立大学ストーニーブルック校の研究で、IBMの量子コンピュータを使用して、エネルギーのテレポーテーションが実証された[7]。
- 1月12日 - アメリカ地質調査所の惑星地質学科学センターが、火星のオリンポス山周辺などの詳細な地質図を公開した[8][9]。

### 2月
- 2月1日 - アイザック・ニュートンが万有引力の法則を発見する100年以上も前に、レオナルド・ダ・ヴィンチがおおよそ重力を理解しており、万有引力定数を97%の精度で算出していたことが明らかとなった[10][11]。
- 2月6日 - すばる望遠鏡などによる観測で、土星に新たに12個の衛星が発見された[12]。
- 2月8日 - CHEOPSの観測により、太陽系外縁天体のクワオアーの周囲に環が存在することが確認されたことが『ネイチャー』誌に発表された[13][14]。

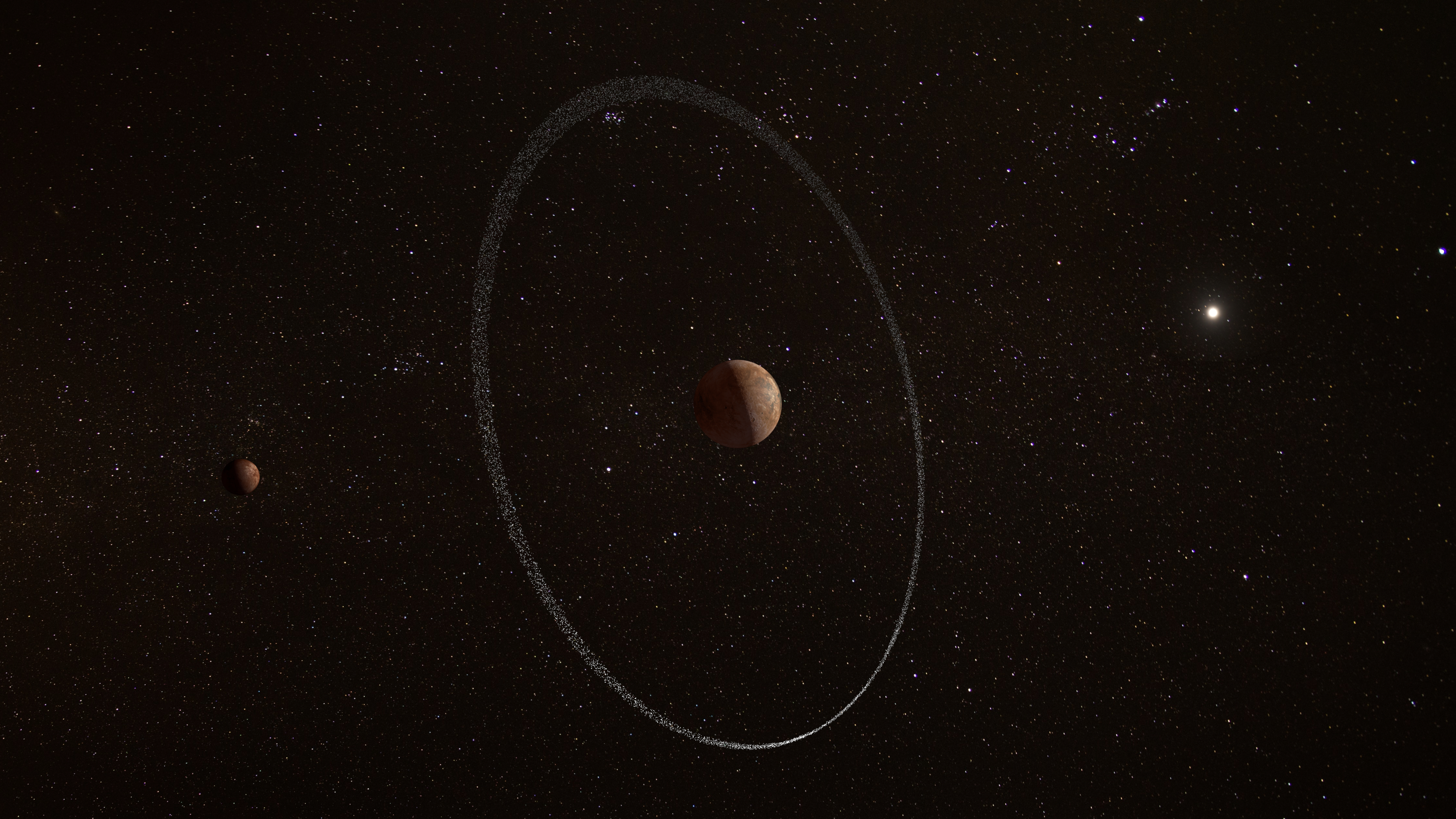
2月8日：太陽系外縁天体クワオアーの周囲に環が存在することが明らかとなった。上の画像はクワオアーとその衛星ウェイウォットの想像図。

- 2月12日 - 小惑星2023 CX1が地球衝突のおよそ6時間半前に発見された。この小惑星は翌13日（日付はいずれも協定世界時）に火球としてイギリス海峡付近に落下した。小惑星が地球に衝突する事前に発見されたのは昨年11月の例に続いて7例目[15][16]。
- 2月15日 - 福井県立博物館などの研究チームが、鳥類に似た形状のピナコサウルスの喉の骨を特定し、恐竜が鳥のように発声していた可能性を報告した[17][18]。
- 2月22日 - ジェイムズ・ウェッブ宇宙望遠鏡が観測した初期宇宙で形成された銀河のデータから、宇宙論のモデルから得られる推定よりも重すぎる銀河が発見され、「ユニバース・ブレイカーズ」と名付けられた[19]。

### 3月
- 3月2日
  - 国際研究チームの調査で、ミュー粒子を利用してエジプトのクフ王のピラミッドの内部を調べたところ、通路のような未知の空間を新たに発見したと報告された[20]。
  - 東京都立大学などの研究で、超伝導の性質を持つ多元素が固溶したある種の金属テルライドが、局所的な構造乱れによって高圧下でも超伝導転移温度が不変であるという、特異な性質を示すことが報告された[21]。
- 3月7日 - 大阪公立大学と理化学研究所の研究で、極小のナノバルブを外部からの圧力で開閉させることで溶液中の1分子の流れを制御することに成功したと報告された[22]。
- 3月10日 - ケンブリッジ大学とジョンズ・ホプキンス大学の研究で、キイロショウジョウバエの幼虫の脳の、3000を超えるニューロンと約55万のシナプスの接続を表したコネクトームが完成したと報告された[23]。
- 3月14日 - OpenAIが新たな大規模言語モデル「GPT-4」を公開した[24]。
- 3月15日
  - NASAの金星探査機マゼランにより撮影された画像を解析した研究から、金星の火山活動（英語版）の証拠が発見された[25][26]。
  - デューク大学などの研究で、人間の嗅覚受容体OR51E2（英語版）が匂いを感じ取る仕組みの一端が明らかになった[27][28]。
- 3月20日 - 単一のタイルで繰り返しパターンを作らずに2次元の表面を敷き詰めることができる形状が初めて発見され、平面充填における未解決問題が解決されたと報告された[29][30][31]。
- 3月22日 - JAXAの小惑星探査機はやぶさ2が地球に持ち帰った小惑星リュウグウのサンプルから、ビタミンB3やRNAを構成する塩基ウラシルが検出されたと報告された[32][33]。
- 3月23日 - XENONnT実験による未知の素粒子WIMPの探索の最初の結果が公表され、2018年に行われた前身実験(XENON1T実験)で得られた結果を大きく改善する結果を得たことが報告された[34]。
- 3月29日 - 観測史上最大級のブラックホールが、銀河Abell 1201 BCG（英語版）の中心から、重力レンズ効果を利用して確認された[35][36]。

### 4月
- 4月4日 - 東京海洋大学などの研究チームが伊豆・小笠原海溝の水深8,336m地点でシンカイクサウオの仲間を発見し、観測史上最深部で発見された魚として新記録を打ち立てた[37][38]。
- 4月13日 - 133光年離れた場所に位置する太陽系外惑星HIP 99770 bがすばる望遠鏡による直接撮像によって新しく報告された[39][40]。
- 4月14日 - 欧州宇宙機関の木星氷衛星探査機JUICEがこの日打ち上げられた[41]。
- 4月17日 - 今年2月に環が見つかった小惑星クワオアーについての観測で、2本目の環が発見されたことが報告された[42]。
- 4月20日
  - スペースX社が大型ロケット「スターシップ」の初の打ち上げ試験を行った。スターシップは打ち上げから4分後に上空で爆発した[43]。4月20日：スペースX社の大型ロケット「スターシップ」の初の打ち上げ試験が行われた。

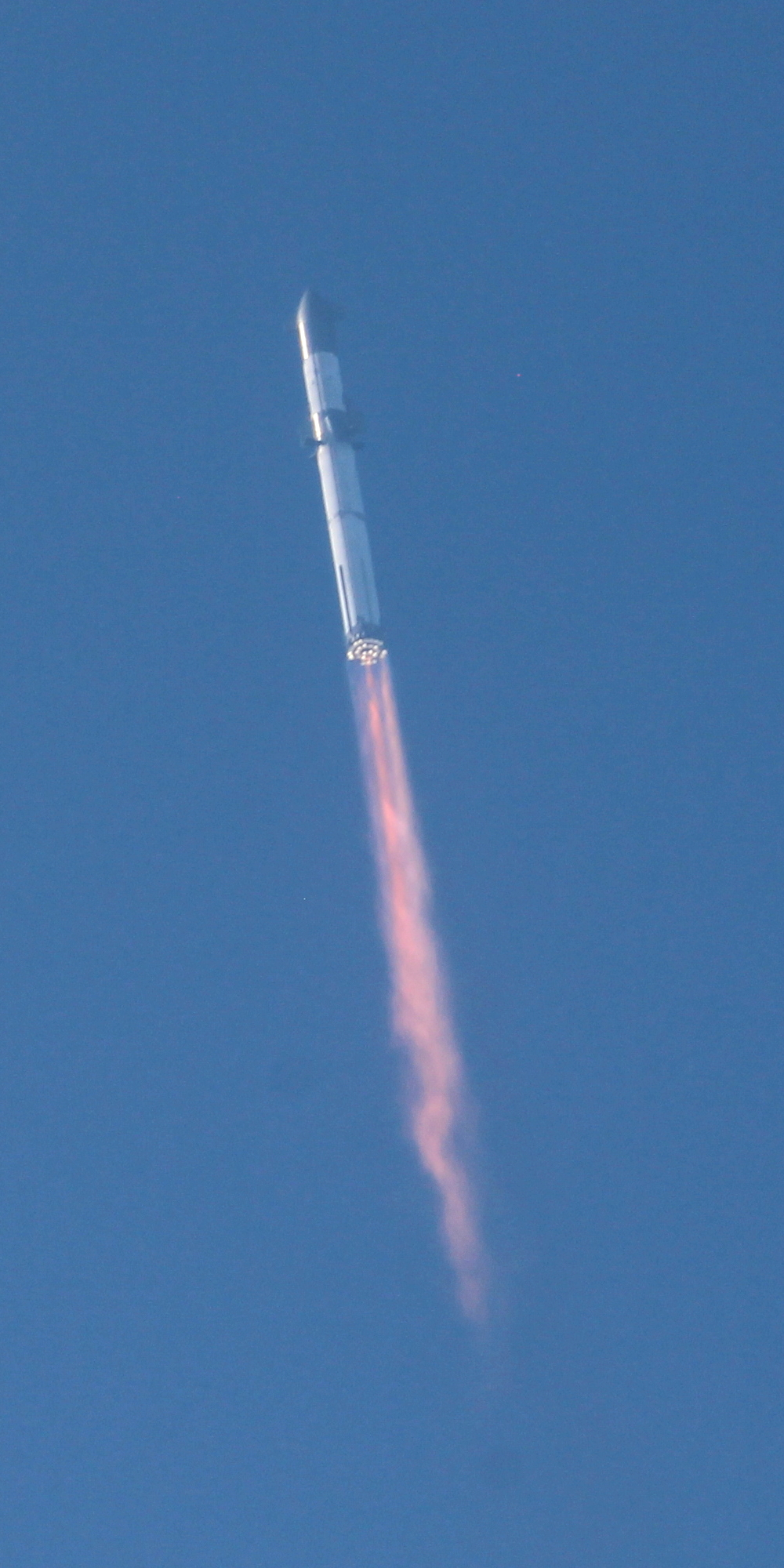
4月20日：スペースX社の大型ロケット「スターシップ」の初の打ち上げ試験が行われた。

  - 京都大学などの研究チームが、二本鎖DNAウイルスの新たな分類群となる新規ウイルス門を発見したと報告した[44]。
- 4月25日 - アルツハイマー病の治療法としては初めての、遺伝子サイレンシングを適用した手法がロンドン大学によって報告された[45]。
- 4月26日 - 国立天文台などが参加する国際研究チームが、M87銀河の中心に位置する巨大ブラックホールとそれを取り巻く降着円盤とジェットの同時撮影に初めて成功したと報告した[46]。

### 5月
- 5月5日 - 世界保健機関(WHO)は、2019年からの新型コロナウイルス感染症の世界的流行に対しての「国際的に懸念される公衆衛生上の緊急事態」の宣言を終了すると発表した[47]。
- 5月8日 - ジェイムズ・ウェッブ宇宙望遠鏡による観測で、地球から25光年離れた場所に位置する恒星フォーマルハウトに3つの小惑星帯が存在することがわかった[48]。5月8日：恒星フォーマルハウトの周囲に3つの小惑星帯が存在することがわかった。

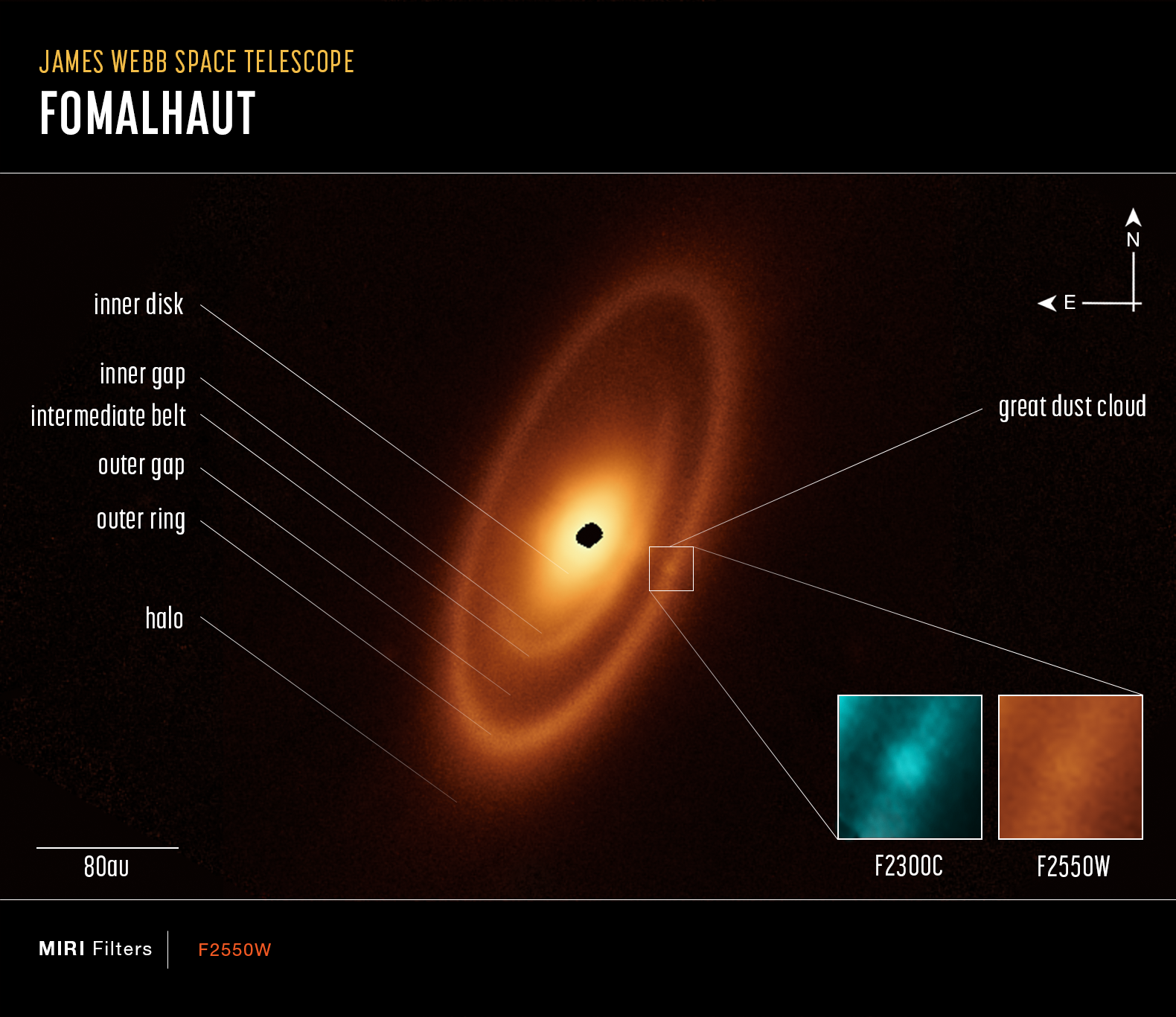
5月8日：恒星フォーマルハウトの周囲に3つの小惑星帯が存在することがわかった。

- 5月11日 - 土星の新しい衛星が62個新たに報告され、総数が145個となり、木星を抜いて太陽系で最も衛星を多く持つ惑星となった[49]。
- 5月25日 - マクマスター大学などの研究で、人工知能を用いたスクリーニングの結果、アバウシン（英語版）と呼ばれる抗生物質を発見したと報告された[50]。
- 5月31日 - オハイオ大学などの研究で、X線による単一原子の撮影に初めて成功したと報告された[51][52]。

### 6月
- 6月8日 - コロンビア大学などの研究で、タウリンには老化の防止に有効であることを確かめ、マウスでの実験では寿命を最大で12%延ばす効果が見られたと報告された[53][54]。
- 6月14日 - 土星の衛星の一つであるエンケラドゥスから噴出される氷を探査機カッシーニで分析したところ、生命に必須の多量のリン酸塩が検出されたと『ネイチャー』誌に発表された[55][56]。
- 6月15日 - 初めてBe-Be単結合を含む安定な固体のベリリウム化合物ジベリロセンが合成されたと『サイエンス』誌に発表された[57]。Be-Be結合は2009年に気相中で確認されたが、安定な固体として得られたのはこれが初めてとなる[58]。
- 6月21日 - 広島大学や北海道大学の研究で、線虫が自ら帯電して、静電気の引力を利用して昆虫に飛び移り、拡散することを発見した[59]。
- 6月29日 - 米国やヨーロッパ、熊本大とインドなどの複数の研究チームが、重力波が宇宙のあらゆる方向から来ていることを確認し、背景重力波の証拠が初めて観測されたと発表した[60]。

### 7月
- 7月1日
  - 欧州宇宙機関(ESA)による近赤外線宇宙望遠鏡ユークリッドが現地時間のこの日に、ケープカナベラル宇宙軍基地から打ち上げられた[61]。
  - カロリンスカ研究所の研究で、新型コロナウイルス感染症の後遺症long COVIDの患者の解析から、この後遺症にFOXP4と呼ばれる遺伝子の周辺領域が関与していることがプレプリントで発表された[62][63]。
- 7月3日 - カリフォルニア大学などの研究で、高齢のサルに「クロトー」と呼ばれる抗老化タンパク質を注入したところ認知機能が改善することが報告された[64][65]。
- 7月6日 - 東京工業大学らの研究チームが、新たな全固体電池向けの電解質を開発し、伝導率等の性能が従来の最高値を上回る世界最高性能を実現したことが『サイエンス』誌に発表された[66]。
- 7月10日
  - ESAとスイス宇宙局(SSO)の宇宙望遠鏡CHEOPSによる観測で、太陽系外惑星 LTT 9779bがこれまでに記録された中で最も高いアルベドを示し、主星の光の80%を反射することが報告された[67]。
  - 理化学研究所などの研究で、アンモニアを貯蔵することができるペロブスカイト化合物を発見したと報告された[68]。
- 7月14日 - インド宇宙研究機関（ISRO）による月探査機チャンドラヤーン3号がサティシュ・ダワン宇宙センターから打ち上げられた[69]。
- 7月27日 -  シベリアの永久凍土に閉じ込められていた4万6000年前の新種の線虫を解凍すると動き出し、繁殖にも成功したと報告された[70][71]。

### 8月
- 8月2日 - 始新世に生息したクジラであるペルケトゥス・コロッスス（Perucetus colossus）が、体重85から340トンと最大の推定値では地球史上最も重い動物である可能性が報告された[72][73][74]。
- 8月10日
  - 1956年にデイヴィッド・パインズ（英語版）によって予言された「パインズの悪魔（英語版）」と呼ばれる固体中の電子の状態が、イリノイ大学などの研究で初めて実験的に観測されたと報告された[75][76]。
  - フェルミ国立加速器研究所などの国際チームによるミュー粒子の磁気モーメントを測定する実験について、2021年の結果よりもデータを増やした測定結果が公表され、g因子と呼ばれるパラメータがやはり標準模型で予測される値から一部ずれていると発表された[77][78][79][80]

- 8月11日 - 中国農業科学院などの研究で、大気中の二酸化炭素の増加による光合成速度の上昇が、21世紀に入ってから大気の乾燥化に伴って劇的に鈍化していることが明らかとなったと報告された[81]。
- 8月16日 - 常温常圧で超伝導の性質を示すとArXivで報告されていたLK-99について、複数のグループで行われた追試によって実際には超伝導体とはならなかったことが『ネイチャー』誌で報道された[82]。
- 8月23日 - ISROの月探査機チャンドラヤーン3号の着陸機「ヴィクラム」が、月の南極付近に着陸することに世界で初めて成功した[83]。
- 8月30日 - 東京工業大学や理化学研究所などの研究で、中性子数/陽子数比が極端に大きい酸素の同位体、27Oと28Oを初めて観測したと発表された[84]。28Oは、陽子8個と中性子20個から構成され、どちらも魔法数であることから二重魔法数核の重要な候補であったが、観測の結果、実際に二十魔法数性は現れず、魔法数異常が起こっていることが明らかとなった[85]。

### 9月
- 9月5日 - ハワイ大学の研究で、初期宇宙におけるバリオン音響振動の痕跡の可能性がある、「ホオレイラナ」と名付けられた直径約10億光年と推定される巨大な泡のような構造が報告された[86]。
- 9月11日 - ジェイムズ・ウェッブ宇宙望遠鏡による太陽系外惑星K2-18bの観測で、その大気から二酸化炭素とメタンを検出したと報告された[87]。

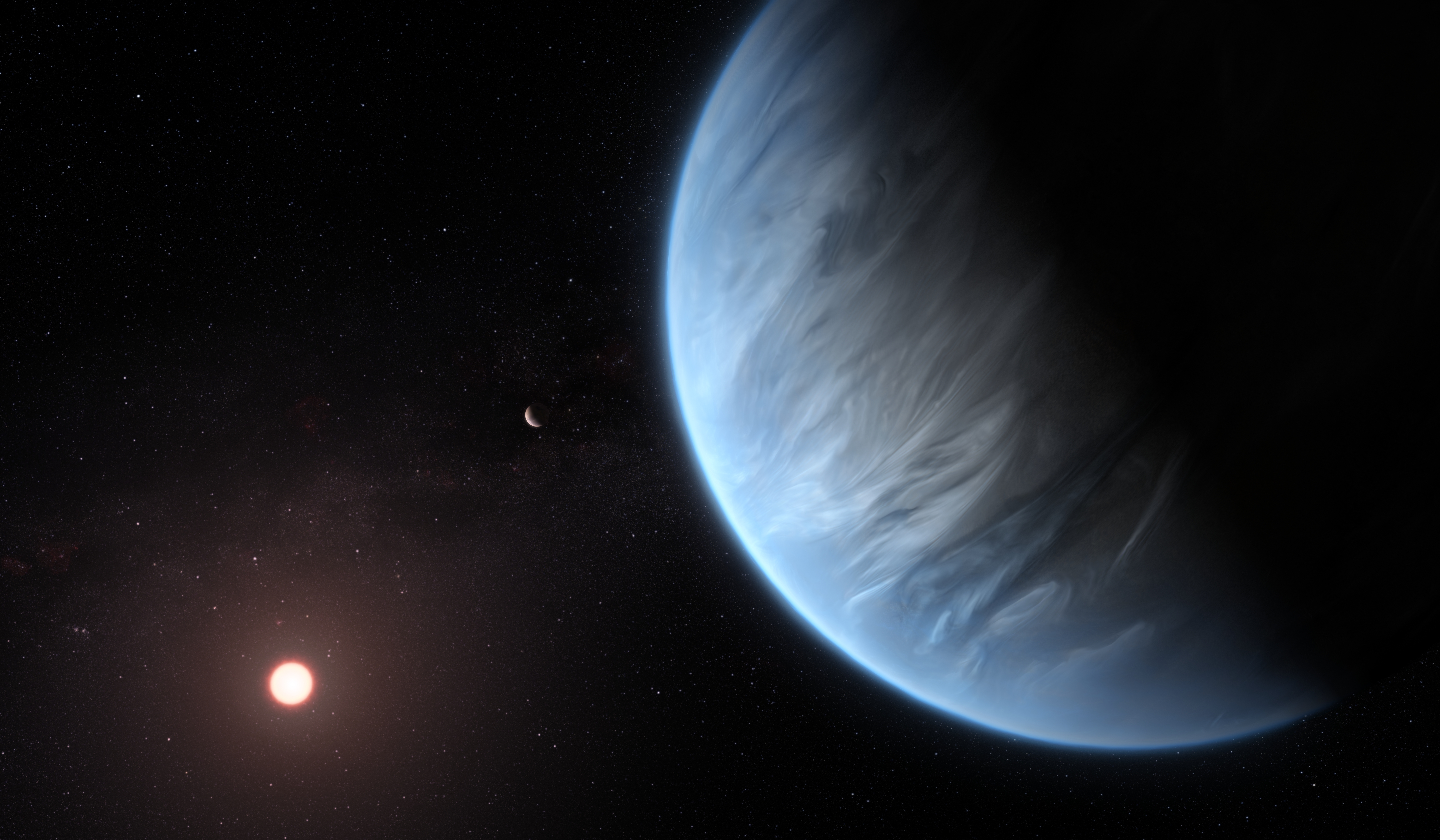
9月11日：K2-18bの大気から二酸化炭素とメタンが検出された。

- 9月19日 - ストックホルム大学などの研究で、1930年代に絶滅したフクロオオカミの標本からサンプルを採取し、RNA配列を解読したと報告された[88]。
- 9月20日 - ホモ・サピエンスの誕生よりも古い47万6000年前までさかのぼる世界最古の木造建築物の痕跡がザンビアで発見された[89]。
- 9月21日 - ジェイムズ・ウェッブ宇宙望遠鏡による観測により、木星の衛星エウロパの地下海には二酸化炭素が存在することが報告された[90]。
- 9月24日 - NASAの小惑星探査機オサイリス・レックスが、地球に小惑星ベンヌのサンプルを帰還させることに成功した。小惑星からのサンプルリターンミッションの成功はJAXAのはやぶさ、はやぶさ2に続いて3例目である[91]。

- 9月25日

9月24日：小惑星探査機オサイリス・レックスが、小惑星ベンヌのサンプルを地球に帰還させた。

  - およそ2億5000万年後に形成するとされる仮説上のパンゲア・ウルティマ大陸に関するシミュレーションで、この超大陸上では哺乳類が適応できないほど気温が高くなる可能性があることが報告された[92][93]。
  - アルツハイマー病治療薬の「レカネマブ」が日本で正式に承認された[94]。
- 9月27日 - CERNのALPHAコラボレーションによる研究において、反物質は通常の物質と同様に重力場に従うことが示された[95][96]。
- 9月28日 - シカゴ大学の研究で、ベンゼンからピリジンを合成することを可能にする、アリールの炭素を直接窒素へ置換する手法が『サイエンス』誌に発表された[97]。

### 10月
- 10月10日 - エディンバラ大学の研究で、鳥インフルエンザに部分的に抵抗を持つ遺伝子編集を施されたニワトリが開発された[98]。
- 10月12日
  - 『サイエンス』誌に掲載された研究で、地球周回軌道上の衛星コンステレーションが急激に増加しており、安全性と長期的な持続可能性に関わる問題を引き起こしていると指摘された[99][100]。
  - 東京大学物性研究所などの研究で、群馬県桐生市の山中から2種類の新鉱物が発見され、それぞれ「桐生石」と「群馬石」と命名された[101][102]。
- 10月13日 - NASAの小惑星探査機サイキがスペースX社のロケットにより打ち上げられた[103]。10月13日：NASAの小惑星探査機サイキが打ち上げられた。

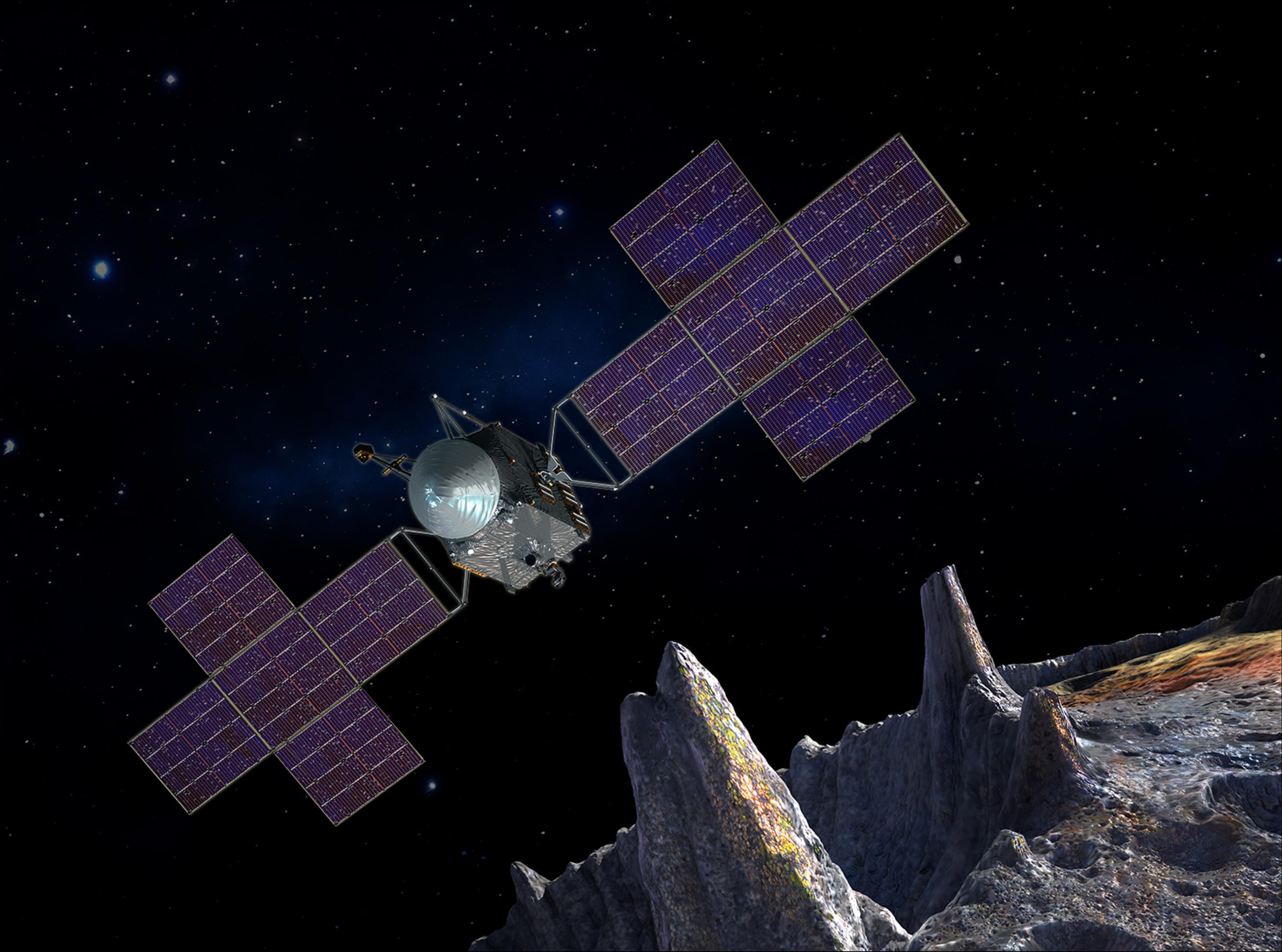
10月13日：NASAの小惑星探査機サイキが打ち上げられた。

- 10月24日 - 日本の核融合実験装置JT-60SAにおいて、初のプラズマの生成に成功したと量子科学技術研究開発機構が発表した[104][105]。
- 10月27日 - ヒト以外の霊長類としては初めて、チンパンジーも閉経することが報告された[106]。

### 11月
- 11月1日
  - 人工知能技術の急速な発展が続く中、英国で人工知能技術を安全に管理することを目的とした世界初の国際サミットが開催された[107][108]。
  - NASAの探査機ルーシーのフライバイ探査によって、単一の小惑星であるとされていたディンキネシュが衛星を持つことが発見された[109]。
- 11月13日 - 精華大学などの研究で、ウラン-炭素三重結合を持つフラーレン内包化合物の合成に成功したと報告された[110]。
- 11月14日 - DeepMind社が、機械学習による気象予報モデル「GraphCast」をサイエンス誌に発表し、10日間予報が既存の予報方法よりもより正確であったと報告された[111]。
- 11月16日 - 鎌状赤血球症とβサラセミアの治療を目指す世界初のCRISPR技術を用いた遺伝子治療薬が、英国で認可された[112][113]。
- 11月24日
  - 北海道大学とミシガン大学の研究で、成長が難しいとされてきたドロマイトと呼ばれる鉱物を、成長条件を周期的に変動させることで、実験室で成長させることに成功し、長らく地質学上の謎とされていたこの鉱物の生成機構を解明した[114][115]。
  - テレスコープアレイ実験において、1991年の「オーマイゴッド粒子」以来、最大のエネルギーを持つ宇宙線が観測され、「アマテラス粒子」と名付けられた[116][117]。
- 11月28日 - 東北大学の研究で、アメリカネムノキが降雨で葉を閉じる現象は葉の温度低下が引き金になっていることを解明し、その温度センサーとして機能する分子が報告された[118]。
- 11月29日 - 同済大学の研究で、炭素のみからなる環状化合物シクロ[10]炭素とシクロ[14]炭素の合成に成功したと『ネイチャー』誌に発表された[119]。

### 12月
- 12月6日 - Googleが高度な推論能力を持つとする新たなマルチモーダル言語モデル「Gemini」を発表した[120][121][122]。
- 12月13日 - ジェイムズ・ウェッブ宇宙望遠鏡による観測で、木星のわずか3から4倍程度の質量を持つ、既知の中では最小の褐色矮星が星団IC 348（英語版）中で発見された[123]。
- 12月14日
  - 米科学誌『サイエンス』が今年のブレークスルー・オブ・ザ・イヤーを発表した[124]。
  - 探査機カッシーニによる観測で、土星の衛星エンケラドゥスから噴出するプルーム中にシアン化水素が初めて検出されたと報告された[125]。
- 12月20日 - MITなどによる研究で、深層学習を用いてメチシリン耐性黄色ブドウ球菌を殺菌できる新たな化合物を予測させ、実験で検証したところ、実際に有望な抗生物質候補と思われる化合物を同定することができたと報告された[126][127]。

| No. | 今年の10大科学業績                                             |
| --- | -------------------------------------------------------------- |
| 1   | 肥満症の治療薬としても利用されるGLP-1受容体作動薬の開発        |
| 2   | 海洋の深海水の循環が鈍化していることが明らかに                 |
| 3   | 天然水素の探索                                                 |
| 4   | 人工知能のよる天気予報                                         |
| 5   | 新たなマラリアワクチンの開発                                   |
| 6   | レカネマブに代表される抗体医薬によるアルツハイマー病治療の進展 |
| 7   | 人類のアメリカ大陸への到達を従来の説よりも5000年前に遡る可能性 |
| 8   | 背景重力波の確認                                               |
| 9   | 若手研究者の研究環境の改善                                     |
| 10  | エクサスケールコンピュータの黎明                               |

## 受賞
- アーベル賞 - ルイス・カッファレッリ
- チューリング賞 - アヴィ・ヴィグダーソン
- ラスカー賞
  - 基礎医学研究賞 - デミス・ハサビス、ジョン・M・ジャンパー
  - 臨床医学研究賞 - ジェームズ・フジモト、デイヴィッド・ファン、エリック・A・スワンソン
- ガードナー国際賞 - デミス・ハサビス、ジョン・M・ジャンパー、ボニー・バスラー、エヴェレット・ピーター・グリーンバーグ（英語版）、マイケル・セス・シルバーマン（英語版）
- ウルフ賞
  - ウルフ賞物理学部門 - 受賞者なし
  - ウルフ賞数学部門 - イングリッド・ドブシー
  - ウルフ賞化学部門 - 何川、菅裕明、ジェフリー・ケリー
  - ウルフ賞医学部門 - ダニエル・J・ドラッカー
- 京都賞
  - 京都賞基礎科学部門 - エリオット・H・リーブ
  - 京都賞先端技術部門 - 柳町隆造
- クラリベイト引用栄誉賞
  - 物理学 -  フェデリコ・カパッソ、シャロン・グロッツァー（英語版）、ステュアート・パーキン
  - 化学 - ジェームズ・J・コリンズ、マイケル・エロウィッツ、Stanislas Leibler、シャンカー・バラスブラマニアン、David Klenerman、片岡一則、Vladimir P. Torchilin、Karen L. Wooley
  - 生理学・医学 - カール・ジューン、スティーヴン・ローゼンバーグ、ミシェル・サデラン、ロブ・ナイト（英語版）、エマニュエル・ミニョー、Clifford B. Saper、柳沢正史
- ショウ賞
  - 天文学 - マシュー・ベイルズ（英語版）、ダンカン・ロリマー（英語版）、マウラ・マクラフリン（英語版）
  - 生命科学および医学 - パトリック・クラマー（英語版）、エヴァ・ノガレス（英語版）
  - 数学 - ウラジーミル・ドリンフェルト、シン＝トゥン・ヤウ
- ブレイクスルー賞
  - 基礎物理学ブレイクスルー賞 - チャールズ・ベネット、ジル・ブラッサール、デイヴィッド・ドイッチュ、ピーター・ショア
  - 生命科学ブレイクスルー賞 - クリフォード・ブラングウィン、Anthony A. Hyman、デミス・ハサビス、ジョン・ジャンパー、エマニュエル・ミニョー、柳沢正史
  - 数学ブレイクスルー賞 - ダニエル・スピールマン
- ノーベル賞
  - 物理学賞 - ピエール・アゴスティーニ、フェレンツ・クラウス、アンヌ・リュイリエ
  - 化学賞 -  ムンジ・バウェンディ、ルイ・ブラス、アレクセイ・エキモフ
  - 生理学・医学賞 - カリコー・カタリン、ドリュー・ワイスマン

## 死去
カッコ内は生誕年である。
- 1月1日 - マーティン・デービス（英語版）、アメリカ合衆国の数学者（* 1928年）
- 1月7日 - ユーリ・マニン、ロシアの数学者（* 1937年）
- 1月8日 - チャールズ・デビッド・アリス、アメリカ合衆国の分子生物学者（* 1951年）
- 1月9日
  - 岸義人、日本の有機合成化学者（* 1937年）
  - 佐藤幹夫、日本の数学者、D加群の創始者、ウルフ賞数学部門受賞者（* 1928年）
  - 松平頼暁、日本の生物物理学者、作曲家（* 1931年）
  - カール・アレクサンダー・ミュラー、スイスの物理学者、ノーベル物理学賞受賞者（* 1927年）
- 1月19日 - 上田誠也、日本の地球科学者（* 1929年）
- 1月23日 - ウィリアム・ローヴェア、アメリカ合衆国の数学者（* 1937年）
- 1月29日 - ロジャー・シャンク、アメリカ合衆国の計算機科学者（* 1946年）
- 2月5日 - エイブラハム・レンペル、イスラエルの計算機科学者（* 1936年）
- 2月9日 - 原田仁平、日本の物理学者（* 1931年）
- 2月15日 - ポール・バーグ、アメリカ合衆国の生化学者、ノーベル化学賞受賞者（* 1926年）
- 2月26日 - ユリ・フェルドマン、アメリカ合衆国の物理学者（* 1935年）
- 3月5日 - フランシスコ・J・アヤラ、アメリカ合衆国の生物学者、哲学者（* 1934年）
- 3月9日 - ラファエル・メコーラム（英語版）、ブルガリア出身のイスラエルの有機化学者（* 1930年）
- 3月16日 - 小阪憲司、日本の精神科医、医学者、レビー小体型認知症の発見者（* 1939年）
- 3月21日 - クロード・ロリウス（英語版）、フランスの雪氷学者（* 1932年）
- 3月22日
  - ヴェラ・T・ソス（英語版）、ハンガリーの数学者（* 1930年）
  - 松井孝典、日本の惑星科学者（* 1946年）
- 3月23日 - 木下東一郎、日本の物理学者（* 1925年）
- 3月26日
  - ヴァージニア・T・ノーウッド（英語版）、アメリカ合衆国の物理学者（* 1927年）
  - ジェイコブ・ジヴ、イスラエルのコンピュータ科学者、電気工学者（* 1931年）
- 4月12日 - イヴォ・バフスカ、チェコ出身のアメリカ合衆国の数学者（* 1926年）
- 5月16日 - 大西明、日本の物理学者（* 1964年）
- 5月18日 - 根井正利、日本出身のアメリカ合衆国の集団遺伝学者、進化生物学者（* 1931年）
- 5月20日 - 大南正瑛、日本の材料力学者（* 1931年）
- 5月23日 - ロバート・ジマー（英語版）、アメリカ合衆国の数学者（* 1947年）

- 5月28日 - ハラルド・ツア・ハウゼン、ドイツのウイルス学者、ノーベル生理学・医学賞受賞者（* 1936年）

- 5月29日 - 霜田光一、日本の物理学者（* 1920年）
- 6月17日 - グリゴリー・クリニショフ（英語版）、ロシアの核物理学者（* 1930年）
- 6月25日 - ジョン・グッドイナフ、アメリカ合衆国の固体物理学者、ノーベル化学賞受賞者（* 1922年）
- 7月8日 - エベリン・ウィトキン、アメリカ合衆国の遺伝学者（* 1921年）
- 7月14日 - アルバート・エッシェンモーザー、スイスの化学者、ウルフ賞化学部門受賞者（* 1925年）
- 7月24日 - チャールズ・マイスナー、アメリカ合衆国の物理学者（* 1932年）
- 8月3日 - ヴィクトル・パヴロヴィッチ・マスロフ（英語版）、ロシアの数学者（* 1930年）
- 8月9日 - 菅野道夫、日本のファジィ理論研究者、数学者、人工知能学者（* 1940年）
- 8月20日 - ウラジーミル・E・ザハロフ（英語版）、ロシアの数理物理学者（* 1939年）
- 8月22日 - カリャンプディ・ラダクリシュナ・ラオ、インド出身のアメリカ合衆国の数学者、統計学者（* 1920年）
- 9月4日 - フェリド・ムラド、アメリカ合衆国の薬理学者、内科医、ノーベル生理学・医学賞受賞者（* 1936年）
- 9月10日
  - イアン・ウィルムット、イギリスの発生学者（* 1944年）
  - 江沢洋、日本の物理学者（* 1932年）
- 9月11日 - エンデル・タルヴィング、エストニア出身のカナダの心理学者、神経科学者（* 1927年）
- 9月25日 - エウジェニオ・カラビ、イタリア出身のアメリカ合衆国の数学者（* 1923年）
- 9月27日
  - 柳町隆造、日本の生殖生物学者（* 1928年）
  - 志村令郎、日本の分子生物学者（* 1932年）
- 10月11日 - マルティン・アイグナー（英語版）、オーストリアの数学者（* 1942年）
- 10月17日
  - 宮地良彦、日本の物理学者（* 1925年）
  - 松田時彦、日本の地質学者（* 1931年）
- 10月22日 - 楊楽（英語版）、中華人民共和国の数学者（* 1939年）
- 10月27日 - 呉尊友（中国語版）、中華人民共和国の感染症学者（* 1963年）
- 11月6日 - サイモン・ジィー、中華民国の電気工学者（* 1936年）
- 11月7日 - 海野和三郎、日本の天文学者（* 1925年）
- 11月10日 - 別府輝彦、日本の応用微生物学者（* 1934年）
- 11月12日 - ドン・ウォルシュ（英語版）、アメリカ合衆国の海洋学者（* 1931年）
- 11月16日 - 近藤孝男、日本の生物学者（* 1948年）
- 11月20日 - ステファニー・ブリュースター・ブリューワー・テイラー・アレクサンダー、アメリカ合衆国の数学者（* 1941年）
- 12月21日 - アレクセイ・スタロビンスキー、ロシアの天体物理学者、宇宙学者（* 1948年）